# Deutsche Poolbillard-Meisterschaft 1993 (Damen)
Die Deutsche Poolbillard-Meisterschaft 1993 war die 13. Austragung zur Ermittlung der nationalen Meistertitel der Damen in der Billardvariante Poolbillard. Sie fand in München statt.
Es wurden die Deutschen Meisterinnen in den Disziplinen 14/1 endlos, 8-Ball, 9-Ball und 8-Ball-Pokal ermittelt.

## Medaillengewinner
| Disziplin    | Gold                                  | Silber                             | Bronze                                | 4. Platz                           |
| ------------ | ------------------------------------- | ---------------------------------- | ------------------------------------- | ---------------------------------- |
| 14/1 endlos  | Monja Kielhorn (Kieler Billard Union) | Franziska Stark (PBC Oftersheim)   | Ilona Bernhard (PBC Bad Kreuznach)    | Sabine Kamplade (1. PBSC Hannover) |
| 8-Ball       | Franziska Stark (PBC Oftersheim)      | Gabi Straub (BC Sankt Wendel)      | Monja Kielhorn (Kieler Billard Union) | Karin Mayet (BSV München)          |
| 9-Ball       | Andrea Kroll (PBC Walldorf)           | Ilona Bernhard (PBC Bad Kreuznach) | Sylvia Buschhüter (Olimpia München)   | Franziska Stark (PBC Oftersheim)   |
| 8-Ball-Pokal | Karin Mayet (BSV München)             | Trixi Schulz (PBC Venus Mariadorf) | Birgit Reimann (PBC 1860 Bremen)      | Dietlinde Souquet (BC Alsdorf)     |